# قطاراغاج (کبودرآهنگ)
قطاراغاج (کبودرآهنگ)، روستایی از توابع بخش شیرین‌سو شهرستان کبودرآهنگ در استان همدان ایران است.

## جمعیت
این روستا در دهستان شیرین‌سو قرار دارد و براساس سرشماری مرکز آمار ایران در سال ۱۳۹۵، جمعیت آن ۲۳۹ نفر (۶۲خانوار) بوده‌است.